# Shawn Brackbill
Shawn Brackbill je americký módní a portrétní fotograf. 

## Život a dílo
Vyrůstal v Pensylvánii a studoval film na Pittsburské univerzitě. Později působil jako cestovní manažer různých hudebních skupin, například Q and Not U a Zombi. Později se začal věnovat výhradně fotografování. Fotografoval řadu hudebníků, mezi něž patří například Dave Burrell a Andrew Cyrille. Roku 2012 vytvořil sérii fotografií velšského hudebníka a skladatele Johna Calea. Jeho fotografie byly rovněž použity na obalech hudebních alb řady interpretů (Real Estate, Kurt Vile, Ted Leo and the Pharmacists, Wild Nothing).